# 圣安德烈斯-德拉巴尔卡
圣安德烈斯-德拉巴尔卡，是西班牙加泰罗尼亚巴塞罗那省的一个市镇。总面积6平方公里，总人口2 7329 人（2013年），人口密度4942人/平方公里。